# Brandalsund (gods)
Brandalsund är ett säteri i Ytterjärna socken i Södertälje kommun. I området kring Brandalsund ingår bland annat  den medeltida försvarsanläggningen Trindborgen och sundet Brandalsund. Brandalsund finns i Riksantikvarieämbetets lista över riksintressen för kulturmiljövården (AB 7).
Området kring Brandalsund representerar en forntida farledsmiljö vid inloppet till Hallsfjärden och Södertälje. Nära godsets huvudbyggnad återfinns den ditflyttade runstenen Södermanlands runinskrifter 350. Vid sundets smalaste ställe, Brandalsundet, fanns sedan forntiden försvarsanläggningar i form av fornborgar.

## Namnet
Namnet förmodas syfta på Brandaborg, som var en befäst medeltida borg i Södertäljeområdet och ingick i försvaret av inloppet till Södertälje.

## Historik

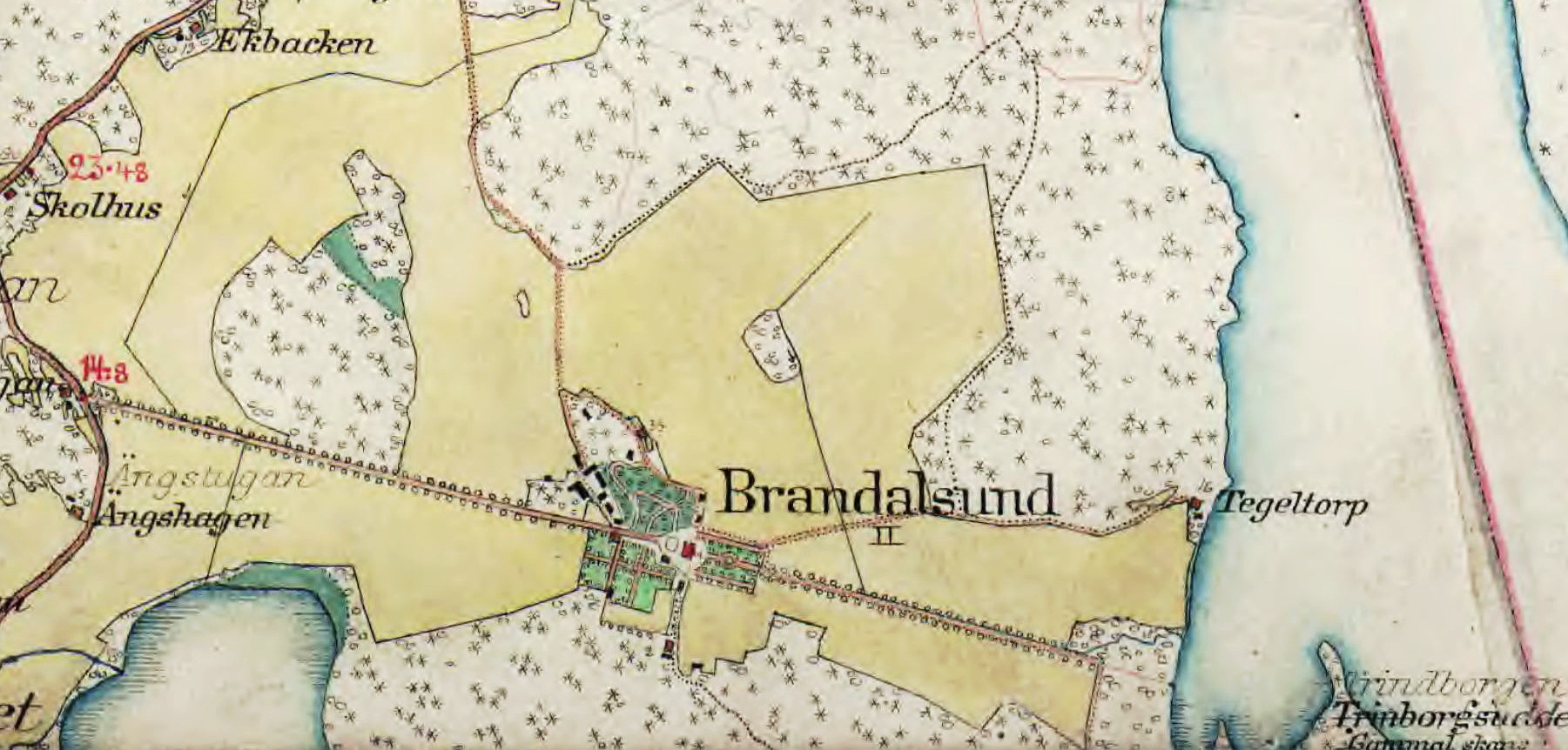
Brandalsund omkring 1900.

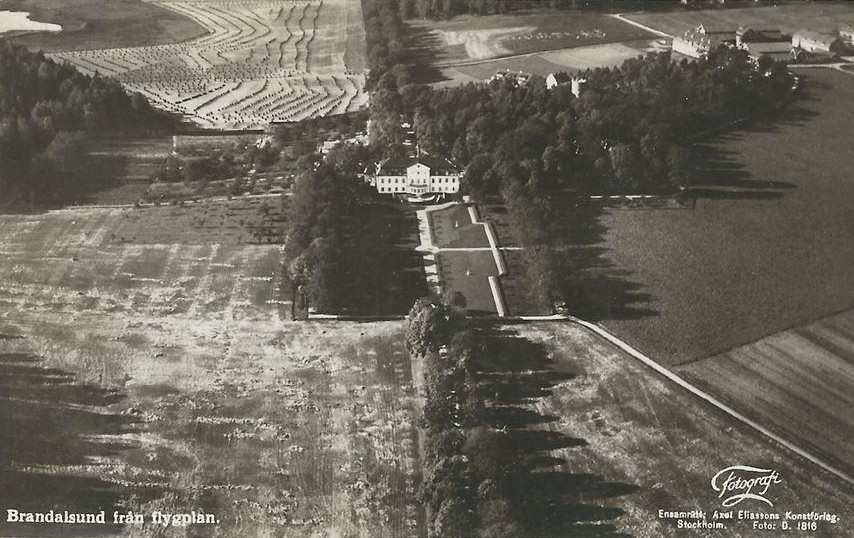
Brandalsund från flygplan mot öster.

Godset Brandalsund  bildades under 1600-talet av Albygårdarna, Albytorp, Qvarsta samt hemmanen Vaskhuset och Österby. Godset fick säteriprivilegier någon gång innan år 1676 och blev år 1693 fideikommiss genom landshövdingen friherre Erik Lovisin. Tillsammans med intilliggande Farsta säteri var Brandalsunds säteri en av de dominerande gårdarna i bygden under 1600-talet. Vid ryssarnas angrepp på den södermanländska kusten år 1719 slog ryssarna läger vid Brandalsund och brände ner godset. Brandalsund kom att stanna i familjen Lovisins ägo till 1907 då dåvarande ägare friherre Gert Adolf Ulrik Lovisin (1834-1920) sålde godset.
Till godset hörde även ett tegelbruk som låg nordost om huvudbebyggelsen. På 1860-talet lades verksamheten ner. Omkring sekelskiftet 1900 producerades tegel av typ kalksandsten som kom att användas till några av de egna ekonomibyggnaderna. Från tegelbrukstiden existerar fortfarande Tegeltorpet beläget strax söder om naturreservatet.

## Dagens gods
År 1907 förvärvades egendomen av bankmannen Axel Burman från Stockholm. I februari 1909 avled han där. 1912 såldes Brandalsund av Burmans änka vidare till hovstallmästare Edvard Cederlund vilken lät skapa ett stort mönsterjordbruk. Den tidigare mangårdsbyggnaden, som hade uppförts under 1800-talet början och byggts om 1909 efter arkitekt Ture Stenbergs ritningar monterades ned 1917 och fraktades till Köping på pråmar över Mälaren. Återuppbyggnaden i Köping var klar 1918. Istället uppfördes i Brandalsund kring åren 1917–1918 nya huvud- och ekonomibyggnader som ritats av Thor Thorén. Mangården ligger i en ost-väst gående 2 200 meter lång axel som är en trädplanterad allé från gamla landsvägen mot Nyköping (dagens länsväg AB 525 "Utflyktsvägen") ända ner till Trindborgen vid Norrviken / Brandalsund.
Huvudbyggnaden är en stor putsad och vitmålad byggnad med ett framskjutande mittparti, rusticerad sockel, valmat tak med takkupor och symmetrisk placering av småspröjsade fönster. Det yttre flygelparet är putsade och har brutna tak med glaserat taktegel. Nordväst om huvudbyggnaden ligger gårdens uthus och ekonomibyggnader. Här finns bland annat en tidigare kraftstationsbyggnad i tegel med slammade rosa fasader och med en öppen arkad i bottenvåningen. Ladugård, magasin och lider är anordnade i en fyrkant på höjden nordväst om mangården. Här återfinns "Länga raden", fem före detta arbetarbostäder som numera är privatvillor. På norra sidan om huvudgården utbreder sig en engelsk park med slingrande gångar och grönytor. I parken, på en liten kulle, står ett runt vattentorn byggt av oputsat rött tegel.
Senare, under slutet av 1900-talet, har godset bland annat ägts av finansmannen Matts Carlgren. Carlgren, VD och styrelseordförande i Modo, byggde upp en miljardförmögenhet men finanskrisen 1991 gjorde att han tvingades sälja Brandalsunds säteri. Nuvarande ägare sedan 1996 direktör Göran Bennich.

## Bilder

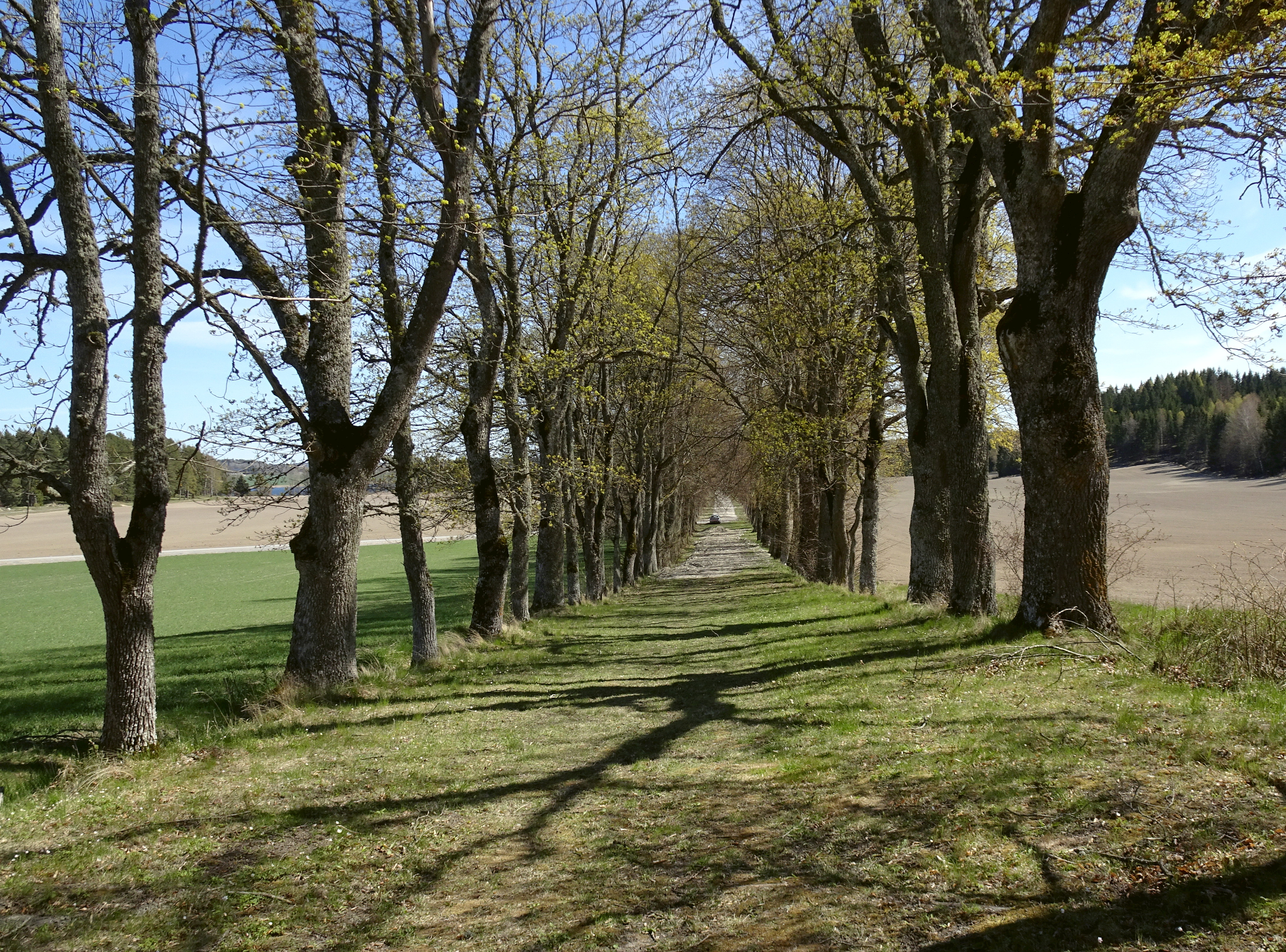
Brandalsunds gamla allé mot öster
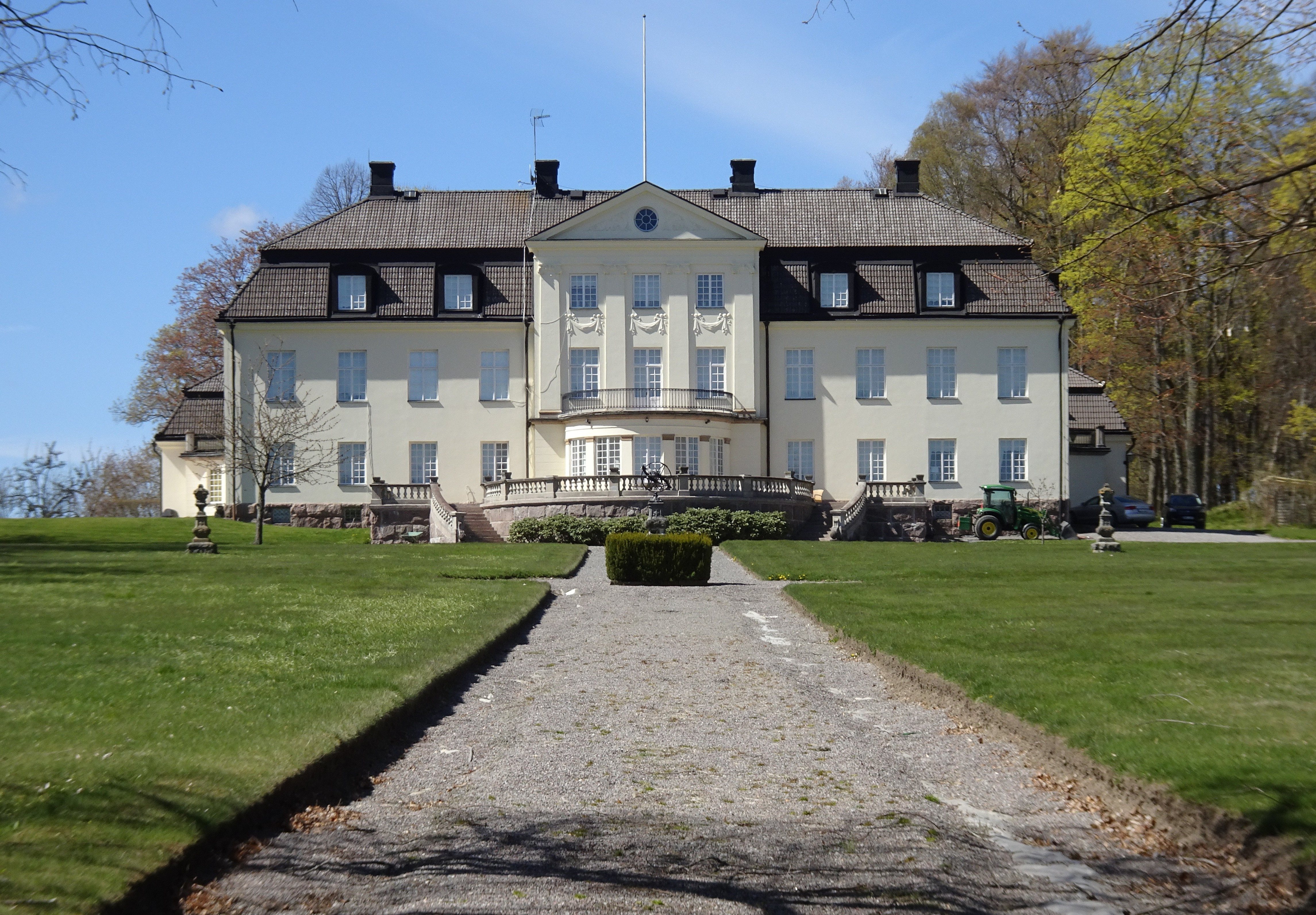
Huvudbyggnaden mot öster
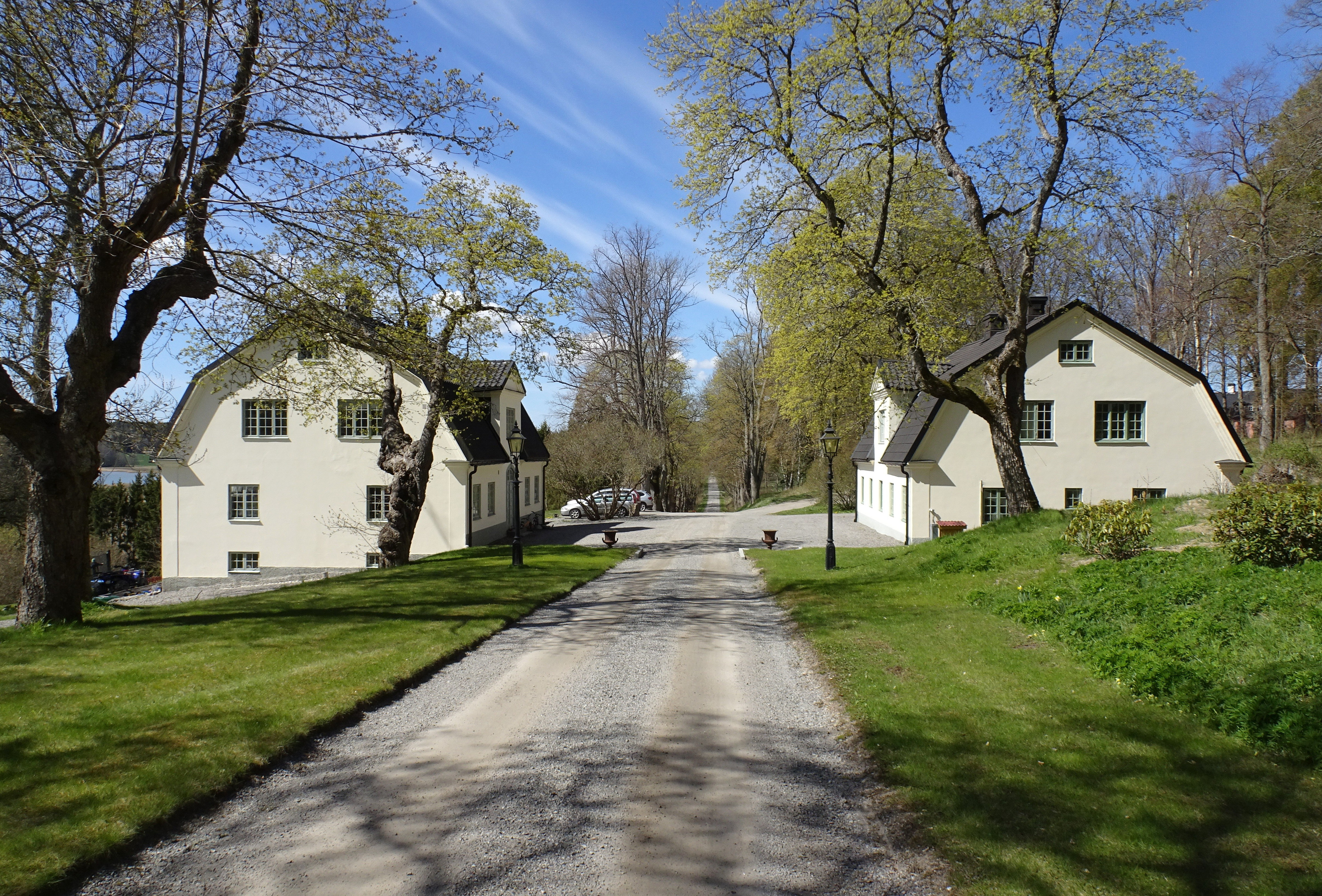
Yttre flygelparet och allén mot väster
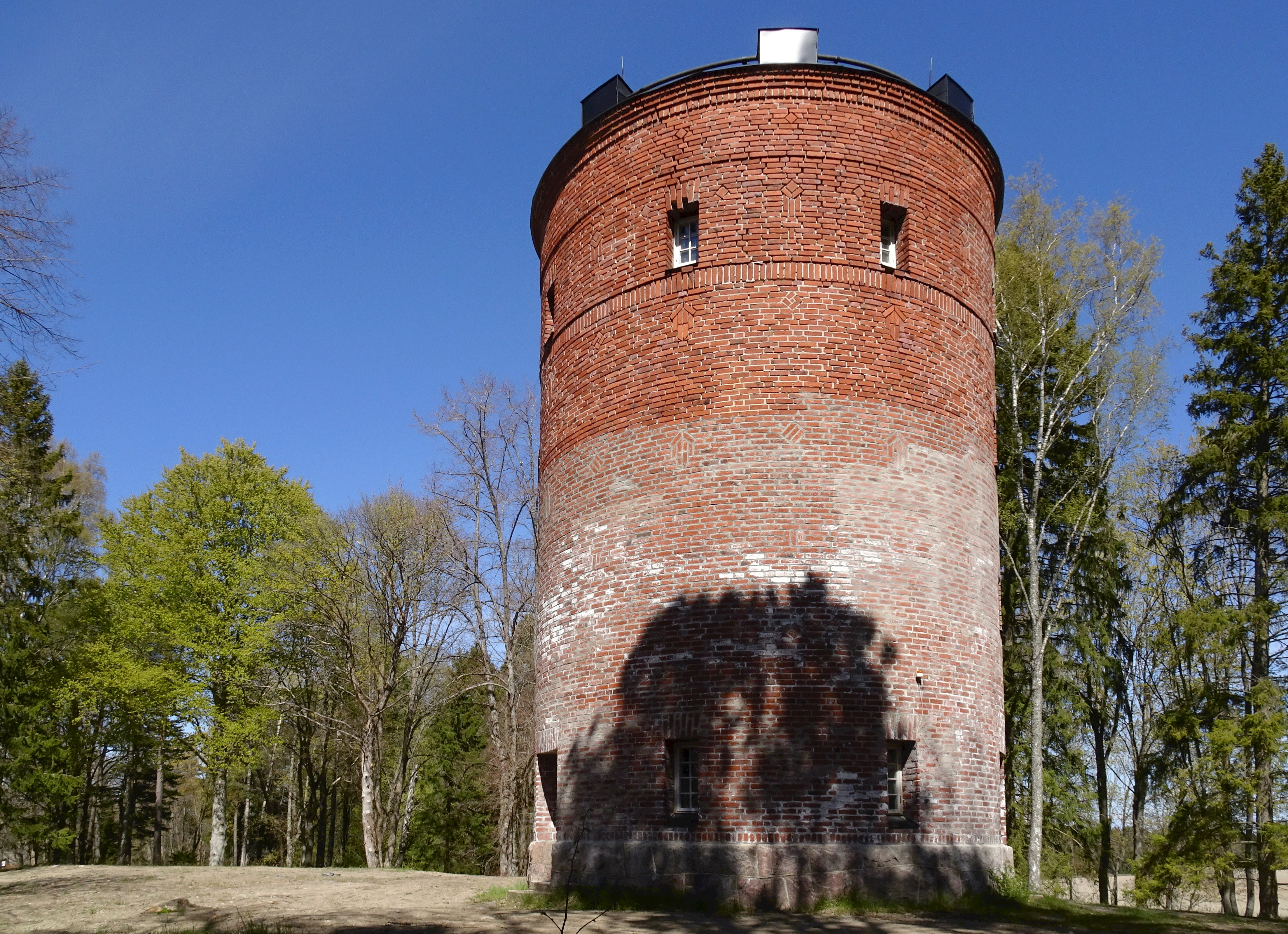
Vattentornet

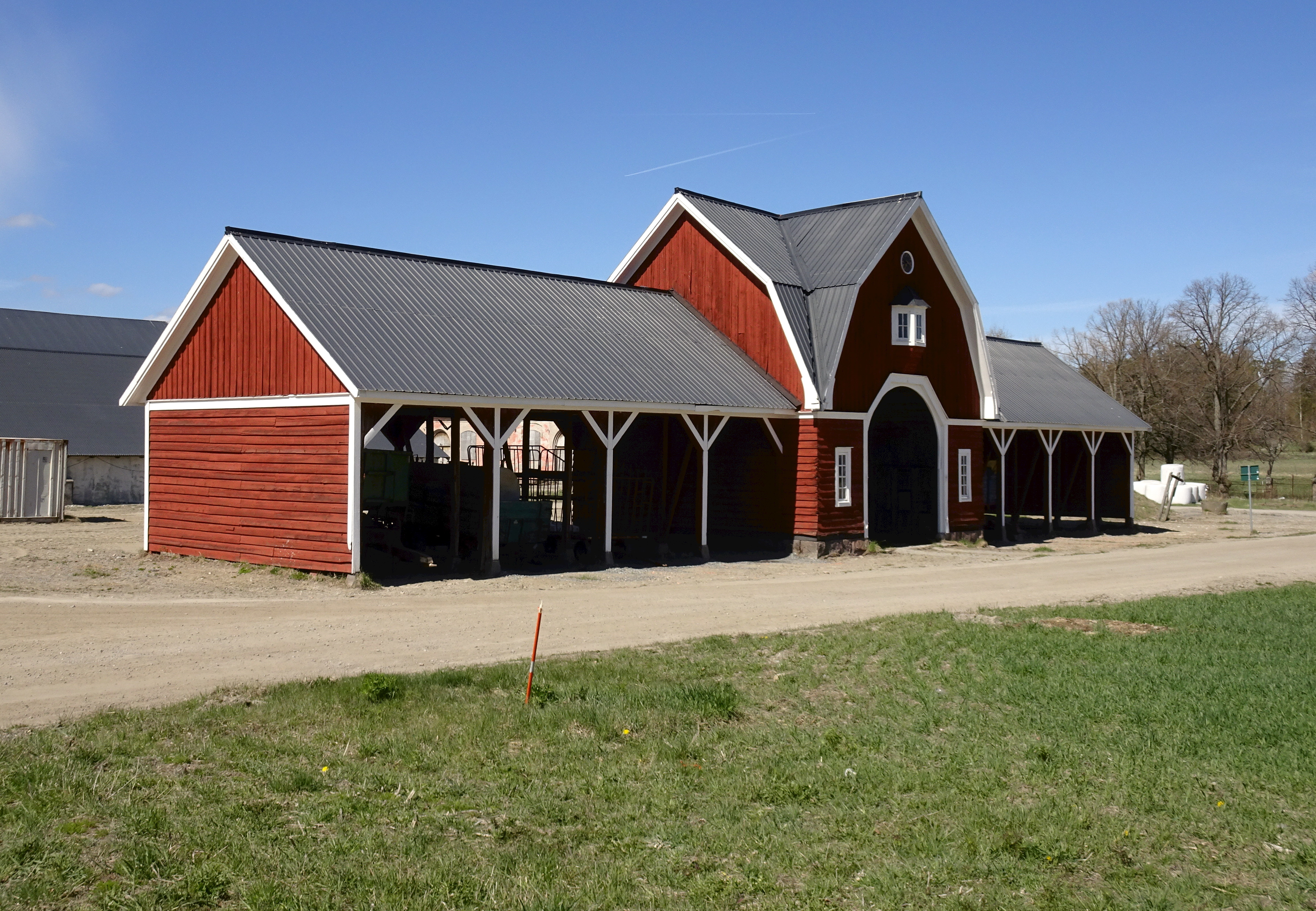
Vagnlider
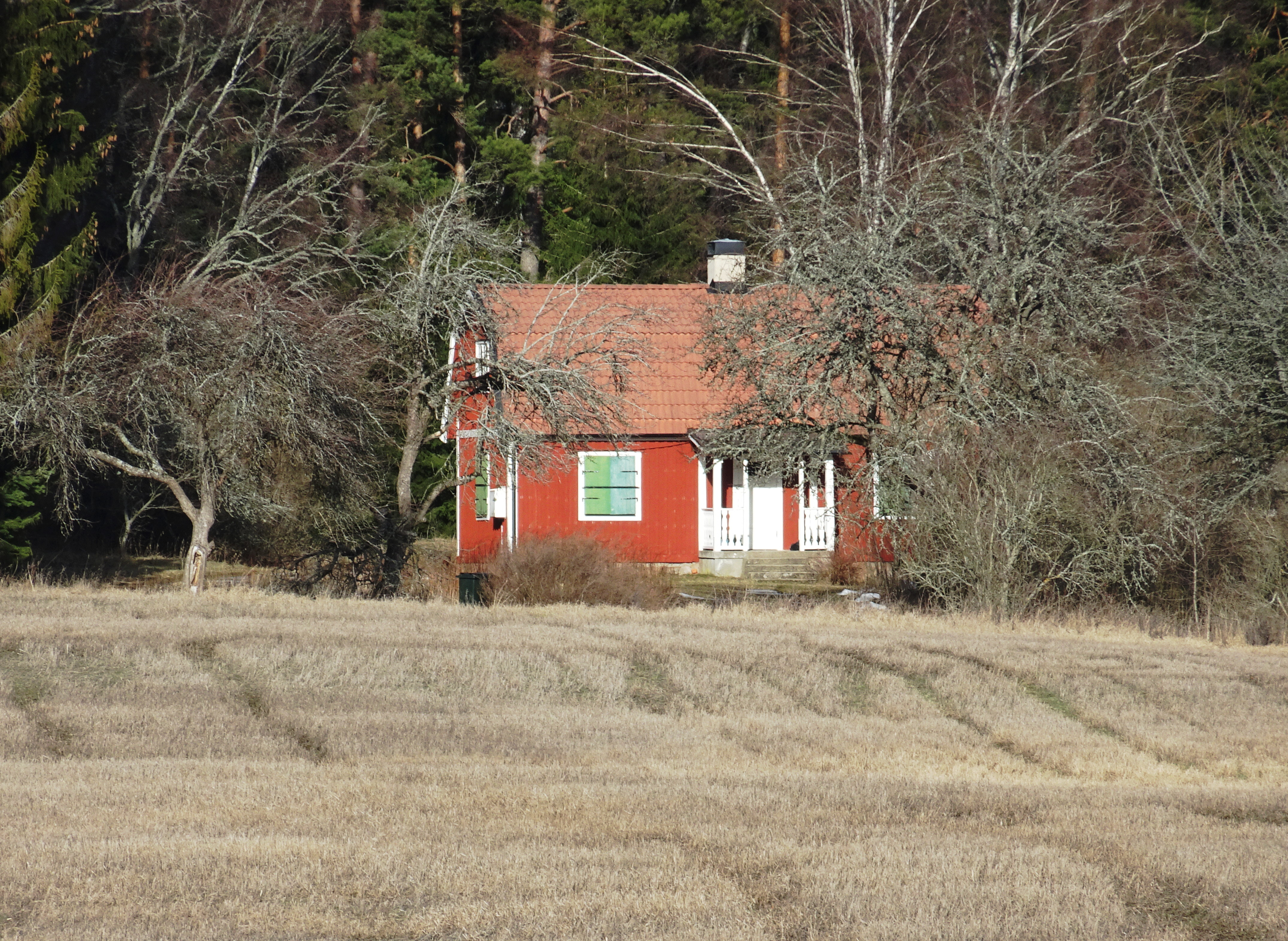
Tegeltorpet
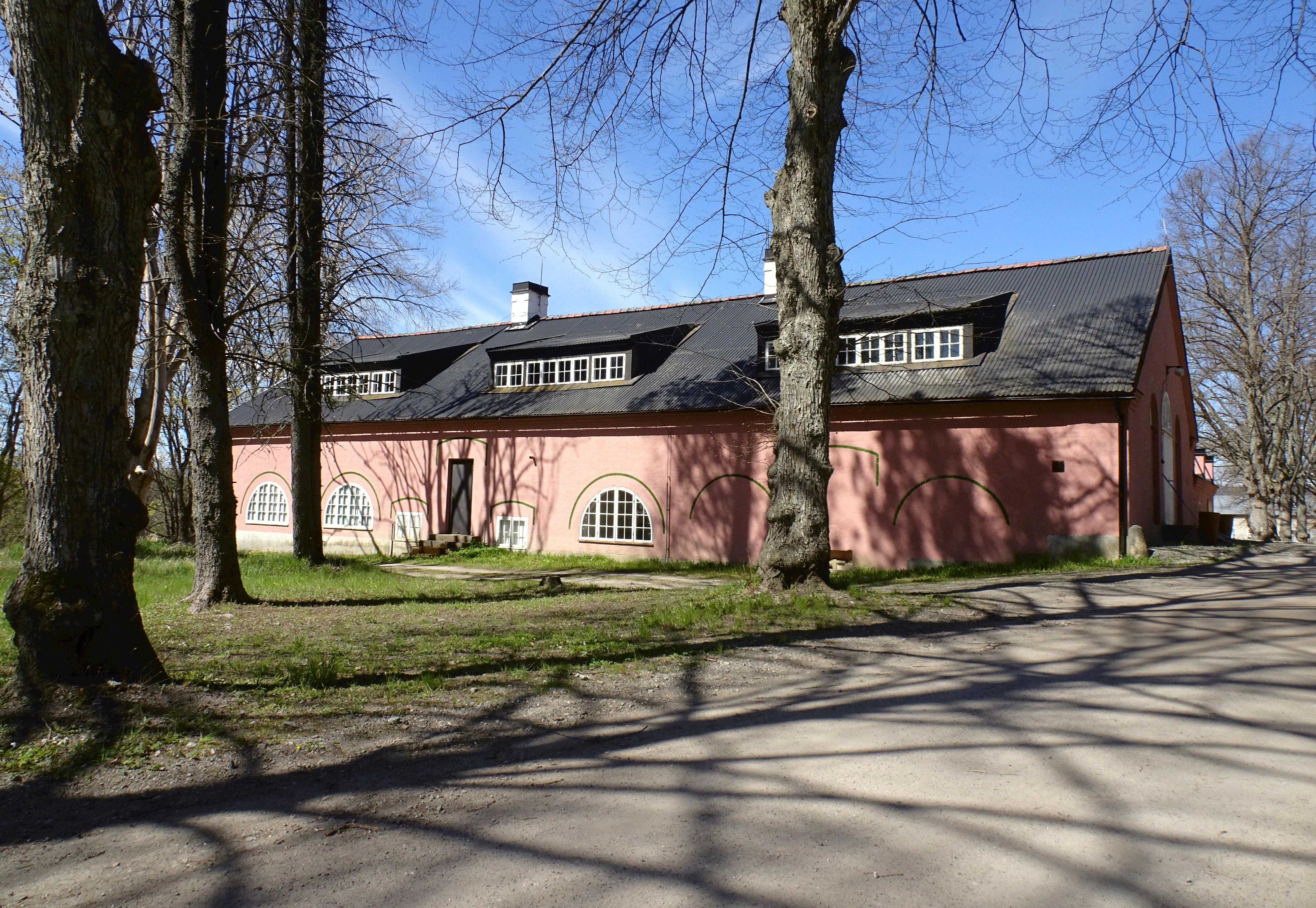
Före detta kraftstationen
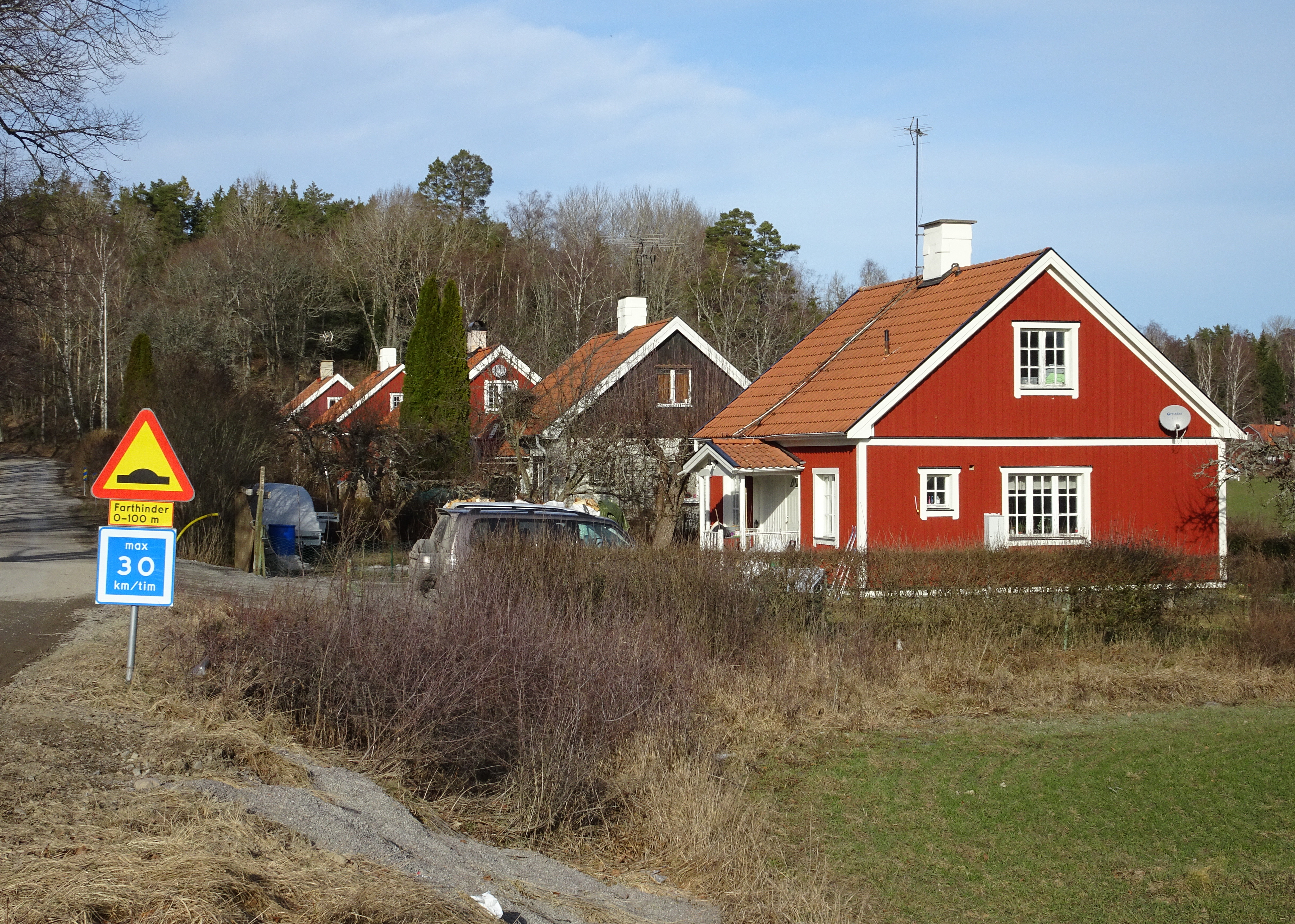
"Långa raden"